# 奥尔苏瓦地区马里尼
奥尔苏瓦地区马里尼（法語：Marigny-en-Orxois，法語發音：[maʁiɲi ɑ̃.n‿ɔʁswa]）是法国上法兰西大区埃纳省的一个市镇，属于蒂耶里堡区。

## 地理
奥尔苏瓦地区马里尼（49°3'38"N, 3°13'37"E）面积15.56 平方千米，位于法国上法蘭西大區埃纳省，该省份为法国北部内陆省份，北起北部省，西接索姆省和瓦兹省，东临阿登省和马恩省，西南至塞纳-马恩省，东北部与比利时接壤。
与奥尔苏瓦地区马里尼接壤的市镇（或旧市镇、城区）包括：贝聚勒盖里、比西亚尔、库普吕、冈德吕、吕西勒博卡日、蒙特勒伊欧利翁、沃伊拉波特里、迪西。

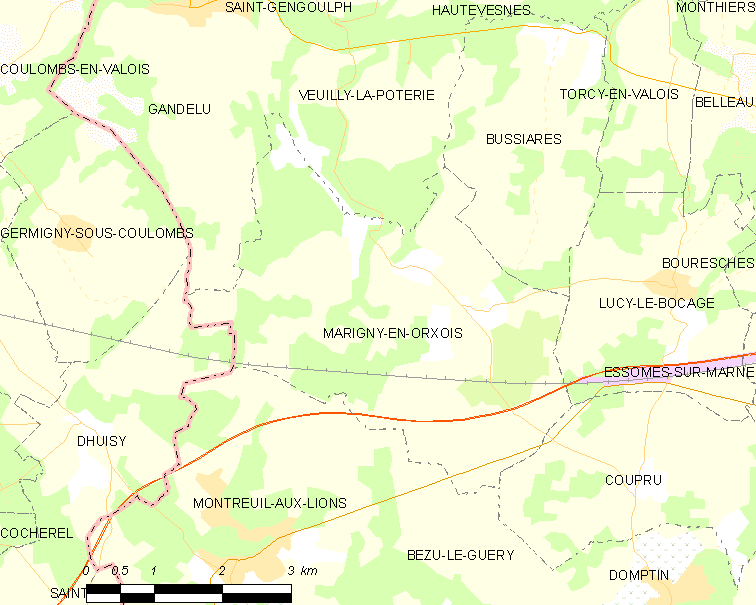
奥尔苏瓦地区马里尼的OSM定位图

奥尔苏瓦地区马里尼的时区为UTC+01:00、UTC+02:00（夏令时）。

## 行政
奥尔苏瓦地区马里尼的邮政编码为02810，INSEE市镇编码为02465。

## 政治
奥尔苏瓦地区马里尼所属的省级选区为马恩河畔埃索姆县。

## 人口

1962-2008年间奥尔苏瓦地区马里尼人口变化图示

奥尔苏瓦地区马里尼于2022年1月1日时的人口数量为527人。